# Мотика Ярослав Миколайович

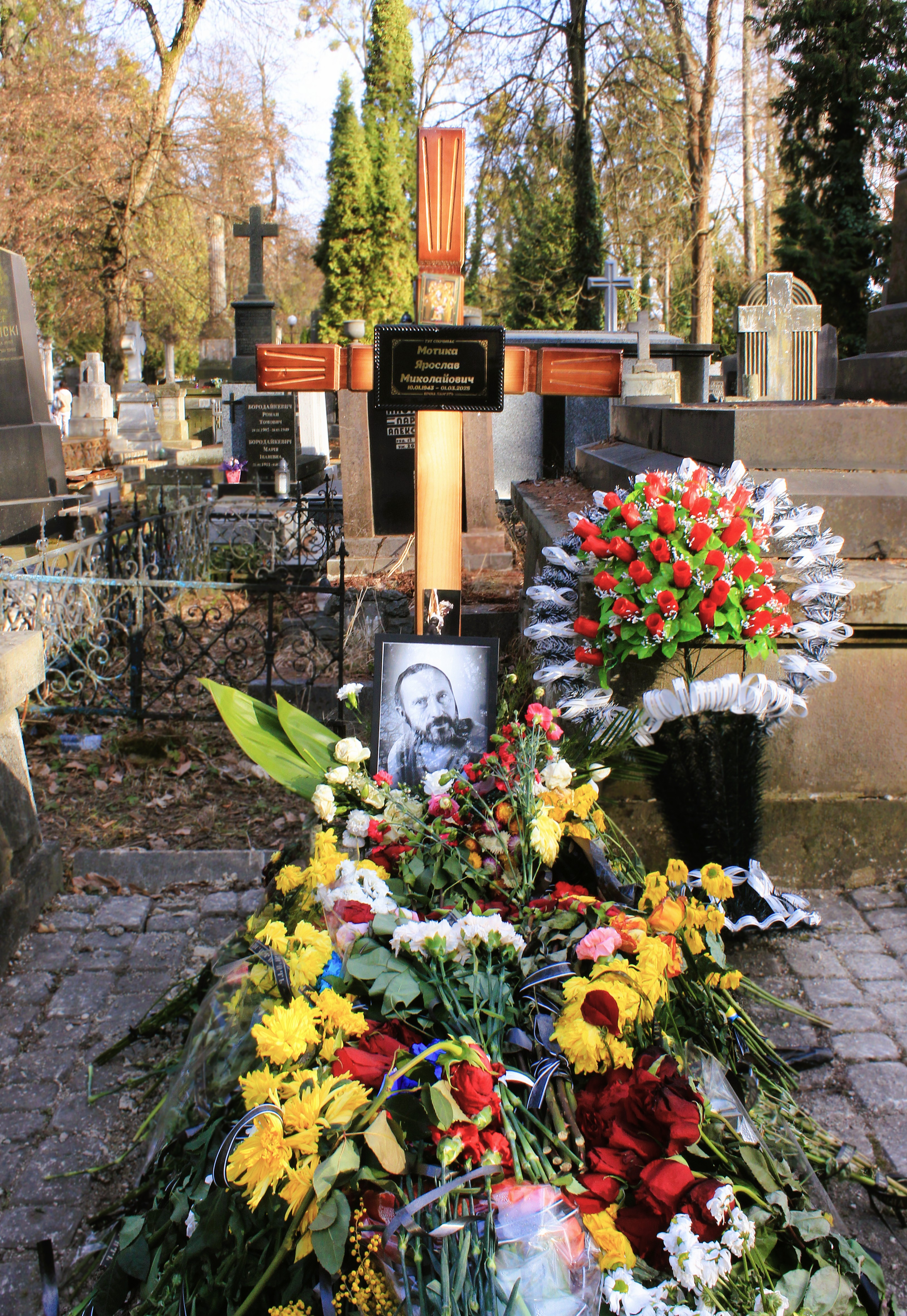
Могила скульптора Ярослава Мотики

Яросла́в Микола́йович Моти́ка (10 січня 1943, с. Староміщина — 1 березня 2025, м. Львів) — український скульптор, лауреат Державної премії України імені Тараса Шевченка (1972). Член НСХУ (1966).

## Життєпис
Народився 10 січня 1943 року в селі Староміщина (нині — Тернопільського району Тернопільська область). Дитинство Ярослава, як і всіх «дітей війни», проминуло в злиднях та бідності. Його батько, Микола Григорович Мотика — багаторічний в'язень ГУЛАГу, тому виховання трьох маленьких дітей лягло на плечі матері. Згодом родина переїхала до Львова, де юнак відвідував дитячу художню школу. Пізніше навчався та закінчив Львівський інститут прикладного та декоративного мистецтва (1966), навчався у Дмитра Крвавича, Данила Довбошинського.
Працював в галузі станкової, декоративної і монументальної скульптури, пластики малих форм, художньої кераміки.
Від 1964 року — учасник виставок у містах Львів, Київ, Москва. Персональні виставки — м. Львів (1984).
Окрім монументальних робіт, створив галерею портретів відомих українців: погруддя Тараса Шевченка, Івана Франка, Михайла Грушевського, Григорія Сковороди, Ліни Костенко, Івана Марчука, Володимира Патика, Романа Сельського, героя України Бориса Возницького та інших. Мешкав у Львові на вулиці Кривчицька дорога.
Помер 1 березня 2025 року у віці 82 років. Був похований 5 березня на 56 полі Личаківського цвинтаря.

## Нагороди
- Лауреат Державної премії України імені Тараса Шевченка (1972)[2].

## Доробок
Монументальні роботи
- Скульптура «Лілея» на ставку Стрийського парку у Львові (1966, дипломна робота)[7];
- Пам'ятник загиблим землякам у селі Яблунівка Золочівського району (1967, архітектор С. Рихва).[8]
- Монумент «Мати-Батьківщина» (с. Староміщина, 1968).
- Пам'ятник Лесі Українці (с. Павлів, 1971)[8].
- Пам'ятник радянським солдатам (с. Павлів, 1972)[8].
- Монумент Бойової Слави Радянських Збройних Сил на вулиці Стрийській у Львові (1970). Співавтори скульптори Дмитро Крвавич, Еммануїл Мисько, Олександр Пирожков, архітектори Аполлон Огранович і Мирон Вендзилович. Роботу відзначено 1972 року Державною премією УРСР імені Шевченка, а 1974 року — золотою медаллю імені Грекова Академії мистецтв СРСР[9].
- Монумент Незалежній Україні, відкриття якого приурочене першій річниці від дня проведення всеукраїнського референдуму щодо проголошення незалежності України (м. Буськ, 1992).
- Пам'ятник полковнику Євгену Коновальцю (м. Жовква, 1994).
- Пам'ятник Маркіянові Шашкевичу (с. Нестаничі, 1993, пісковик[10]; у співавторстві — скульптор В. Шишов, архітектор О. Матвіїв)[11].
- Пам'ятник Тарасові Шевченку (м. Жовква, 1995)[12].
- Пам'ятна таблиця ректорові Вацлаву Морачевському на фасаді корпусу Університету ветеринарної медицини на вулиці Левицького у Львові (1997, бронза)[13].
- Пам'ятник Тарасові Шевченку (с. Чишки, 2013, архітектор Володимир Артамович)[14].
- Скульптурна композиція на могилі Ігоря Ґерети (селище Велика Березовиця, 2004).
- Пам'ятники полеглим у селі Волоща Львівської області (співавтори скульптор Еммануїл Мисько, архітектор Олександр Матвіїв)[15][16], Ясениця-Сільна (1974, скульптор Еммануїл Мисько, архітектор Олександр Матвіїв).[8]
- Декоративні скульптурні композиції при вході до будинку культури в Тюмені (не пізніше 1980, метал).[17]
- Проект пам'ятника Покрові Пресвятої Богородиці перед церквою Покрови на вулиці Личаківській, 175 у Львові. Здобув перше місце на бліц-конкурсі 2001 року. Архітектори Олександр Вендзилович та Володимир Дідик[18].
- Пам'ятник на місці битви радянських та німецьких військ (Колтівський коридор) (с. Колтів, 1980, співавтори — скульптор Богдан Романець, архітектор Б. Михайлиха). Належить до пам'яток історії Золочівського району під охоронним № 44д.
- Пам'ятник 1000-літтю хрещення України-Руси, відкриття якого у бельгійському Генку було відбулося до 50-ліття поселення українців у Бельгії[19].
- Пам'ятник Михайлові Ломацькому (селище Верховина, 2018)[20].
- Барельєф Архістратига Михаїла у необароковому фронтоні будинку лікаря стоматолога-ортопеда Ореста Володимировича Ґерети на вулиці Крип'якевича, 7[21].

Станкові роботи
- «Т. Г. Шевченко на засланні» (1964).
- «Дума» 1970, теракота, 70×80×10[22].
- «Материнство» 1970, бетон, 50×60×70[22].
- Композиція «Спортивна юність» (1979).
- Портрет гончара Архимовича (1976, тонована теракота, 30×15×15)[23].
- Портрет художника Леопольда Левицького (1977, тонований гіпс, 50×45×45[23], за іншими даними шамот, 70×75×50[24]).
- Портрет матері (1978, шамот, 50×20×10)[24].
- Портрет художників Романа і Маргарити Сельських (1978, шамот, 70×80×45)[24]
- Скульптурна композиція «Гончарі з Гавареччини» (1982, глина, димлення, 25×49×19)[25].
- Скульптурна композиція «Художник на пленері» (1982, глина, димлення, 27×45×20)[25].
- Портрет художника Р. М. Турина (1982, шамот, димлення, 79×36×35)[26].
- Портрет художника (1982, шамот, димлення, 53×46×45)[26].
- «Важка ноша», декоративна пластика (1986, глина, ліплення, димлення, 34×26×25)[27].
- «Каменяр» (1987, шамот, 38×32×32)[28].
- «Козак Нечай» (1987, шамот, 75×43×28)[28].
- «Пієта» (1991).
- «Еміґранти» (1991).
- «Поема в камені» (1995).
- «Втеча» (1999, бронза)[29].
- «Ісус» (2001 тонована кам'яна маса, 75×50×25)[30].
- «Григорій Сковорода» (2010, випалена глина, 75×30×20)[31].
- Портрет Бориса Возницького (2011, бронза, 70×80×25)[32].